# Draksenić
Draksenić är en ort i Bosnien och Hercegovina.   Den ligger i entiteten Republika Srpska, i den nordvästra delen av landet, 190 km nordväst om huvudstaden Sarajevo. Draksenić ligger 94 meter över havet och antalet invånare är 584.
Terrängen runt Draksenić är huvudsakligen platt, men åt sydost är den kuperad. Närmaste större samhälle är Bosanska Dubica, 8,2 km väster om Draksenić. 
I omgivningarna runt Draksenić växer i huvudsak lövfällande lövskog. Runt Draksenić är det ganska tätbefolkat, med 67 invånare per kvadratkilometer.